# Driencourt
Ne doit pas être confondu avec Briancourt.
Driencourt est une commune française située dans le département de la Somme en région Hauts-de-France.

## Géographie

### Localisation
Ce village rural est situé à environ 5 km à l'est de Péronne. Il n'est arrosé par aucun cours d'eau ; la nappe souterraine est malgré tout peu profonde, Driencourt étant située dans une vallée.

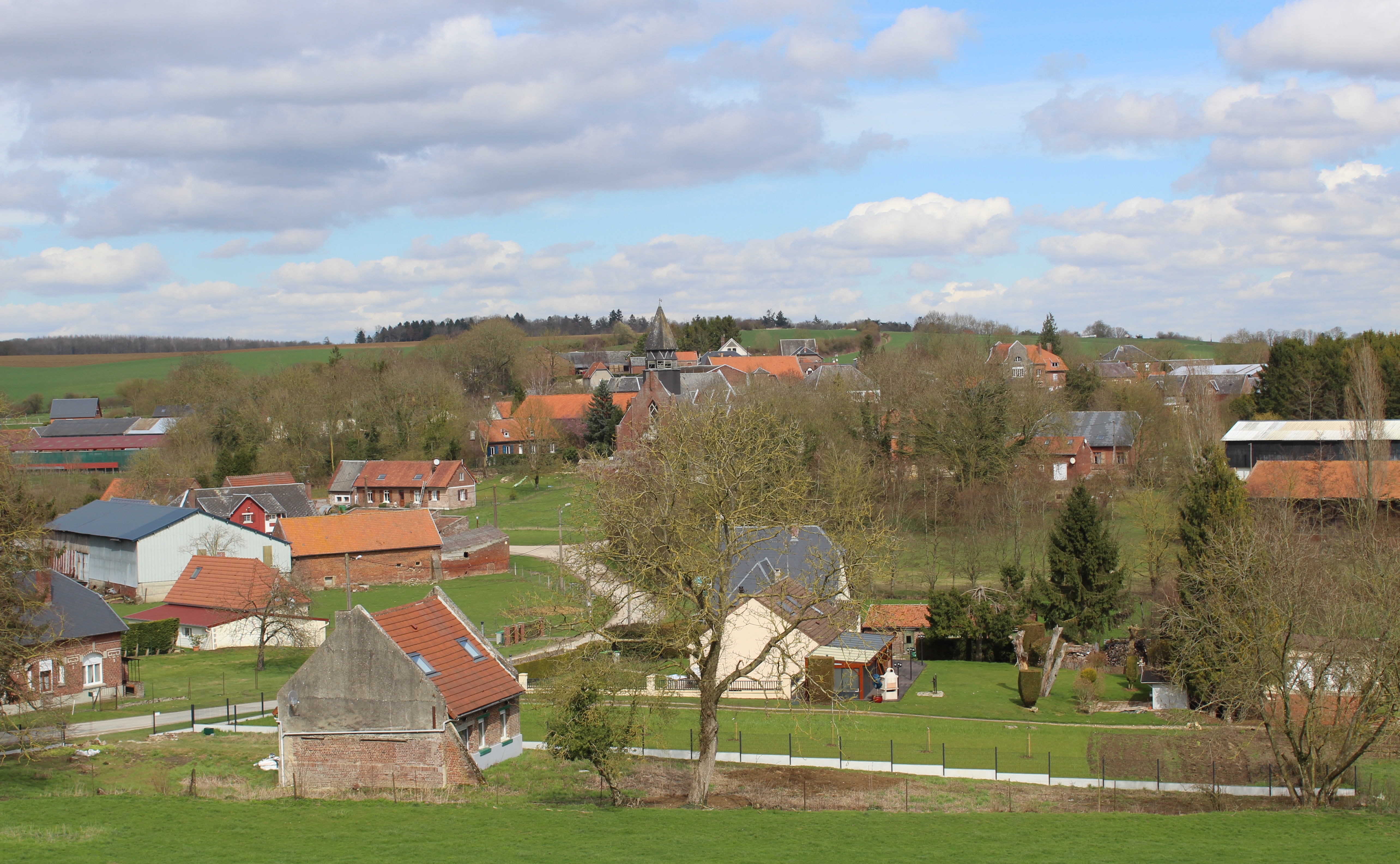
Vue panoramique du village.

### Hydrographie
La commune est située dans le bassin Artois-Picardie. Elle n'est drainée par aucun cours d'eau.

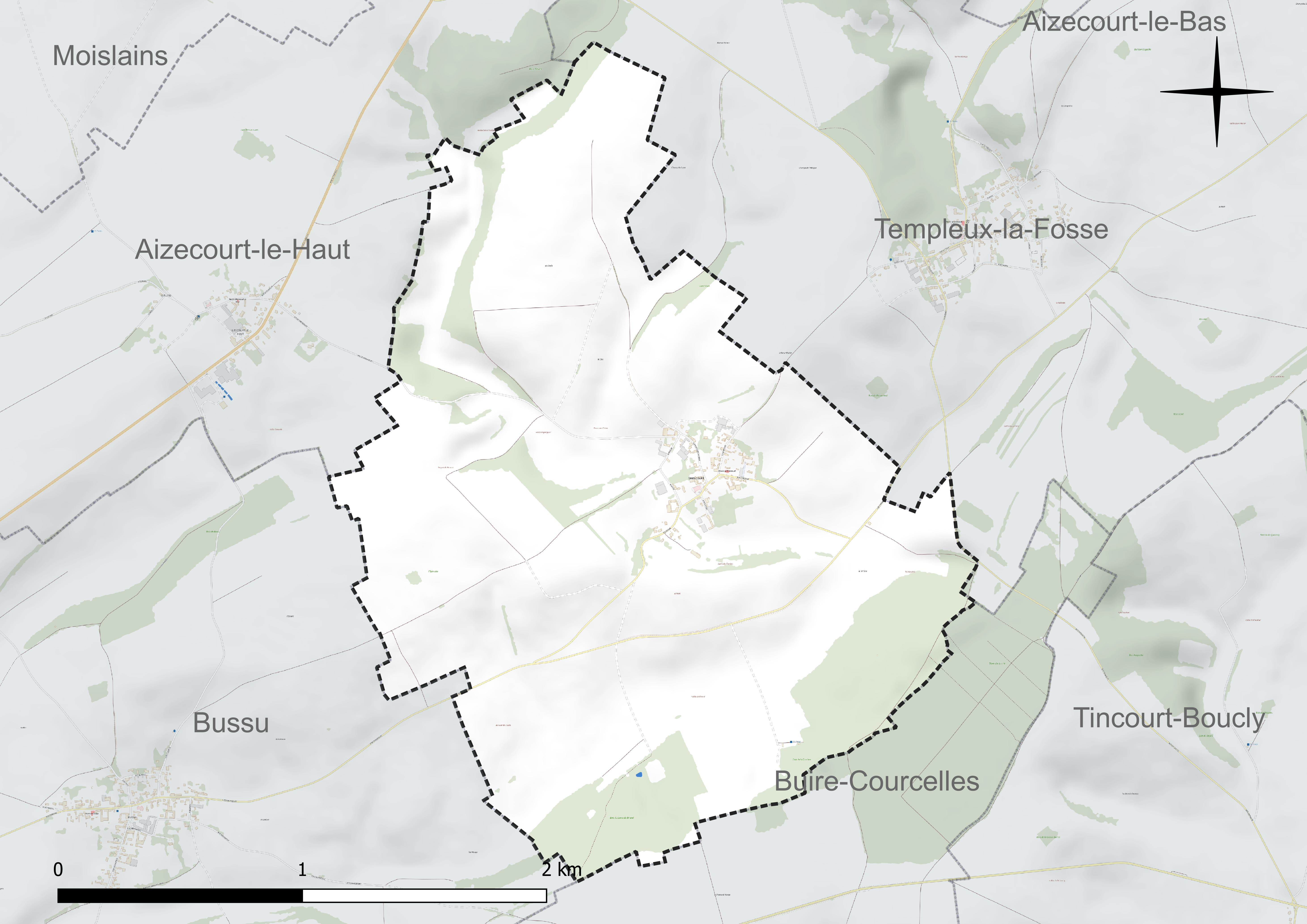
Réseau hydrographique de Driencourt.

### Climat
Pour des articles plus généraux, voir Climat des Hauts-de-France et Climat de la Somme.
En 2010, le climat de la commune est de type climat océanique dégradé des plaines du Centre et du Nord, selon une étude du CNRS s'appuyant sur une série de données couvrant la période 1971-2000. En 2020, Météo-France publie une typologie des climats de la France métropolitaine dans laquelle la commune est exposée à un climat océanique et est dans la région climatique Nord-est du bassin Parisien, caractérisée par un ensoleillement médiocre, une pluviométrie moyenne régulièrement répartie au cours de l'année et un hiver froid (3 °C).
Pour la période 1971-2000, la température annuelle moyenne est de 10,4 °C, avec une amplitude thermique annuelle de 14,8 °C. Le cumul annuel moyen de précipitations est de 733 mm, avec 12 jours de précipitations en janvier et 9 jours en juillet. Pour la période 1991-2020, la température moyenne annuelle observée sur la station météorologique la plus proche, située sur la commune d'Estrées-Mons à 9 km à vol d'oiseau, est de 11,0 °C et le cumul annuel moyen de précipitations est de 647,5 mm,. Pour l'avenir, les paramètres climatiques de la commune estimés pour 2050 selon différents scénarios d'émission de gaz à effet de serre sont consultables sur un site dédié publié par Météo-France en novembre 2022.

## Urbanisme

### Typologie
Au 1er janvier 2024, Driencourt est catégorisée commune rurale à habitat dispersé, selon la nouvelle grille communale de densité à sept niveaux définie par l'Insee en 2022.
Elle est située hors unité urbaine. Par ailleurs la commune fait partie de l'aire d'attraction de Péronne, dont elle est une commune de la couronne,. Cette aire, qui regroupe 52 communes, est catégorisée dans les aires de moins de 50 000 habitants,.

### Occupation des sols
L'occupation des sols de la commune, telle qu'elle ressort de la base de données européenne d'occupation biophysique des sols Corine Land Cover (CLC), est marquée par l'importance des territoires agricoles (86,9 % en 2018), en diminution par rapport à 1990 (91,5 %). La répartition détaillée en 2018 est la suivante : 
terres arables (80,6 %), forêts (13,1 %), zones agricoles hétérogènes (6,2 %). L'évolution de l'occupation des sols de la commune et de ses infrastructures peut être observée sur les différentes représentations cartographiques du territoire : la carte de Cassini (XVIIIe siècle), la carte d'état-major (1820-1866) et les cartes ou photos aériennes de l'IGN pour la période actuelle (1950 à aujourd'hui).

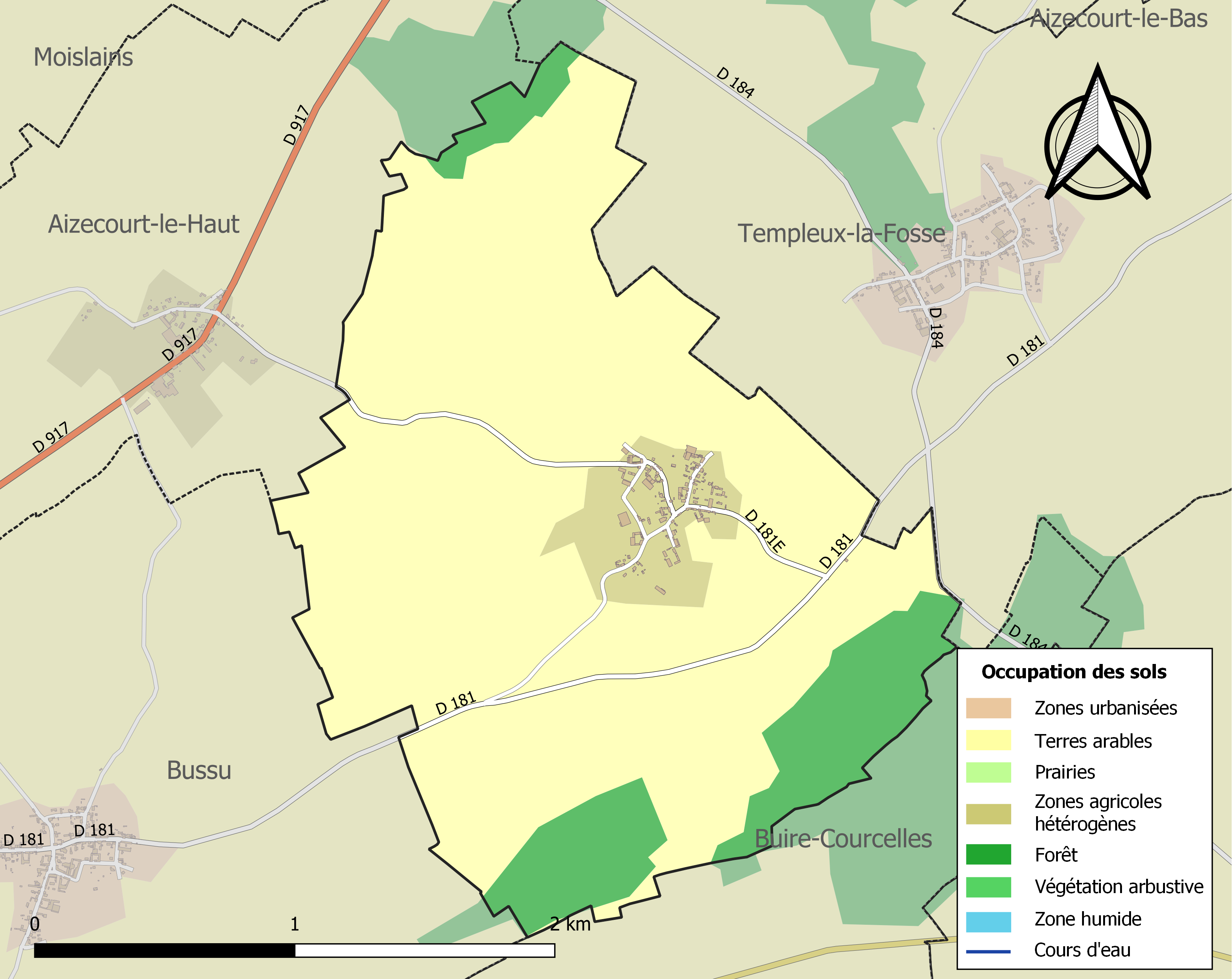
Carte des infrastructures et de l'occupation des sols de la commune en 2018 (CLC).

### Voies de communication et transports
La localité est desservie par la ligne d'autocars no 48 (Épehy - Villers-Faucon - Péronne) du réseau interurbain Trans'80 Hauts-de-France.

## Toponymie
Le nom de la localité est attesté sous les formes Adriani curtis ; Driercurt en 1096 ; Drincurt en 1149 ; Driencurt en 1164 ; Drecort en 1204 ; Driencourt en 1226 ; Drencort en 1275 ; Adriencourt en 1308 ; Driancourt.

## Histoire
Des traces de villa gallo-romaine y ont été retrouvées, ainsi que des souterrains refuges (muches).
À la fin du XIXe siècle, l'exploitation du phosphate à Templeux-la-Fosse fait croître la population du village.
Le village a été détruit pendant la Première Guerre mondiale.

## Politique et administration
| Période                                  | Période   | Identité               | Étiquette | Qualité              |
| ---------------------------------------- | --------- | ---------------------- | --------- | -------------------- |
| Les données manquantes sont à compléter. |           |                        |           |                      |
| avant 1981                               |           | Octave Jacob           |           |                      |
| Les données manquantes sont à compléter. |           |                        |           |                      |
| mars 2001                                | 2014      | Hilde Mascre           |           |                      |
| 2014                                     | mai 2020  | Jean-Luc Coste         |           |                      |
| mai 2020                                 | mars 2022 | Gaston Widiez          |           | Retraité. Démission. |
| avril 2022                               | En cours  | Cathy Ondicana-Mauguin |           |                      |

## Population et société

### Démographie
L'évolution du nombre d'habitants est connue à travers les recensements de la population effectués dans la commune depuis 1793. Pour les communes de moins de 10 000 habitants, une enquête de recensement portant sur toute la population est réalisée tous les cinq ans, les populations de référence des années intermédiaires étant quant à elles estimées par interpolation ou extrapolation. Pour la commune, le premier recensement exhaustif entrant dans le cadre du nouveau dispositif a été réalisé en 2007.

En 2022, la commune comptait 80 habitants, en évolution de −15,79 % par rapport à 2016 (Somme : −1,26 %, France hors Mayotte : +2,11 %).
| 1793 | 1800 | 1806 | 1821 | 1831 | 1836 | 1841 | 1846 | 1851 |
| ---- | ---- | ---- | ---- | ---- | ---- | ---- | ---- | ---- |
| 360  | 394  | 415  | 446  | 491  | 475  | 486  | 461  | 429  |

| 1856 | 1861 | 1866 | 1872 | 1876 | 1881 | 1886 | 1891 | 1896 |
| ---- | ---- | ---- | ---- | ---- | ---- | ---- | ---- | ---- |
| 426  | 439  | 392  | 352  | 325  | 301  | 288  | 261  | 303  |

| 1901 | 1906 | 1911 | 1921 | 1926 | 1931 | 1936 | 1946 | 1954 |
| ---- | ---- | ---- | ---- | ---- | ---- | ---- | ---- | ---- |
| 302  | 299  | 284  | 148  | 184  | 141  | 131  | 122  | 127  |

| 1962 | 1968 | 1975 | 1982 | 1990 | 1999 | 2006 | 2007 | 2012 |
| ---- | ---- | ---- | ---- | ---- | ---- | ---- | ---- | ---- |
| 127  | 119  | 97   | 88   | 78   | 85   | 88   | 88   | 98   |

| 2017 | 2022 | - | - | - | - | - | - | - |
| ---- | ---- | - | - | - | - | - | - | - |
| 92   | 80   | - | - | - | - | - | - | - |

### Enseignement
En septembre 2017, les écoliers relevant du syndicat intercommunal du secteur de Tincourt-Boucly (Templeux-la-Fosse, Longavesnes, Driencourt, Aizecourt-le-Bas, Marquaix-Hamelet) sont accueillis dans le pôle scolaire, nommé « La Voie verte ».

## Culture locale et patrimoine

### Lieux et monuments
Après la destruction pendant la guerre de 1914-1918, les projets de reconstruction de la commune furent étudiés par l'architecte parisien Jacques Debat-Ponsan.
- Reconstruction de la mairie-école
Le 1er projet est un rectangle orienté nord-sud, implanté à l'emplacement de l'école antérieure, à l'angle des rues d'Aizecourt et de Tincourt, sur un îlot où se trouvait l'église provisoire et une mare.
En 1923, un nouvel emplacement est choisi pour la reconstruction de la mairie-école, en accord avec le plan d'alignement en cours d'établissement. La commune acquiert une parcelle appartenant à M. Gustave Lemaire afin de construire le nouvel édifice. Le projet définitif tenant compte de ce nouvel emplacement (dessins et devis, septembre et octobre 1924) propose la même organisation avec la grande salle carrée du conseil de 7,10 m de côté et 2 grandes baies au 1er étage, mais orientée est-ouest parallèlement à la rue. Ce projet reçoit le 11 août 1924, puis le 7 mars 1925, les autorisations préfectorales pour une dépense de travaux de 161 148,55 F. L'adjudication attribue le chantier à l'entreprise générale Hubert Durlet (Driencourt).
La réception définitive des travaux a lieu en 1927[25].

- Reconstruction de l'église Sainte-Radegonde
Construite durant les années 1920, elle est aussi le travail de l'agence Debat-Ponsan[26].

- Constructions particulières
Le village possède un certain nombre de maisons et fermes dont la reconstruction pourrait être attribuée, de par leur style, à l'agence de Jacques Debat-Ponsan qui réalise la plupart des dossiers de dommages de guerre dans la commune.
- Bois du Larris de Binard, bois de Buire.

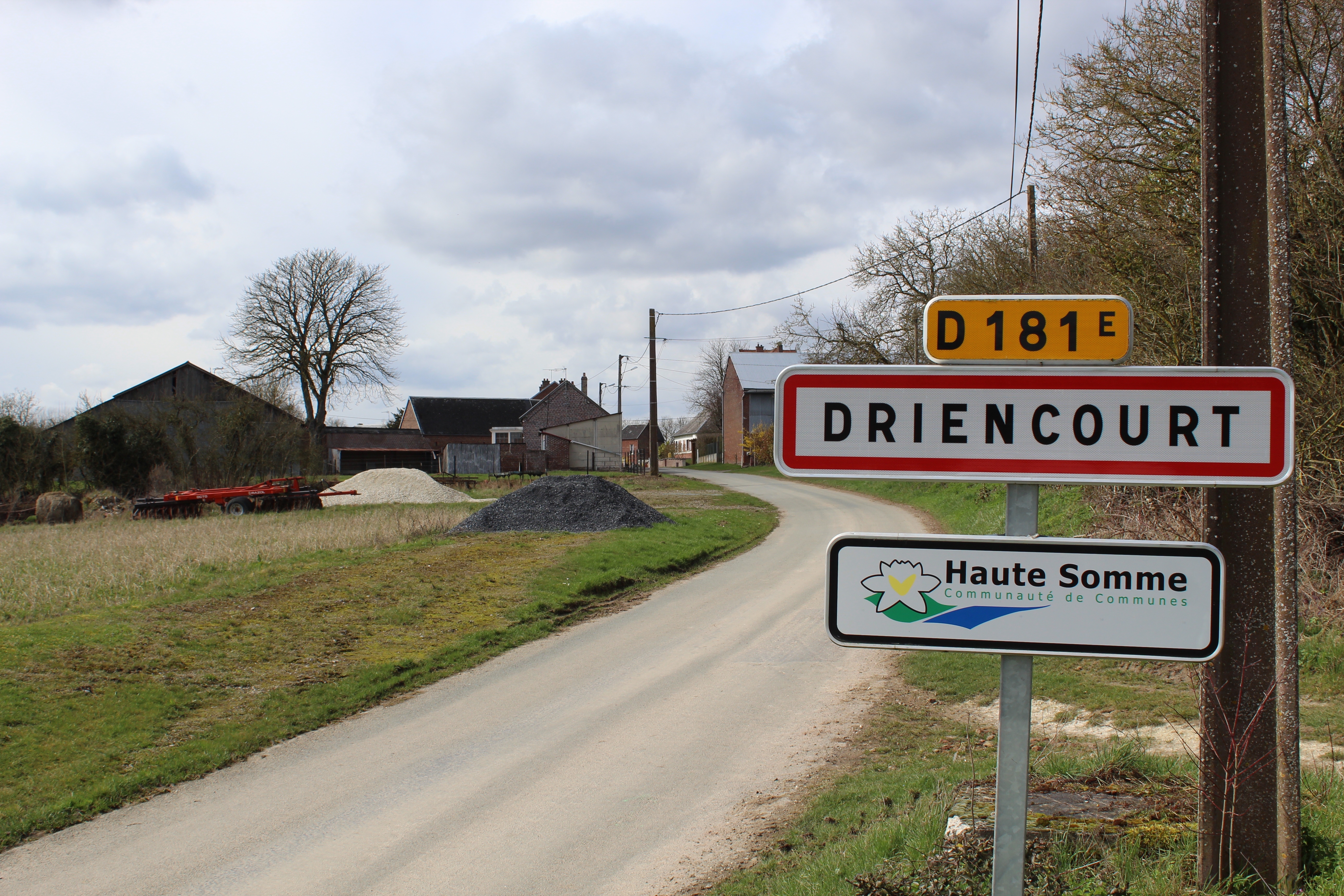
Entrée du village.
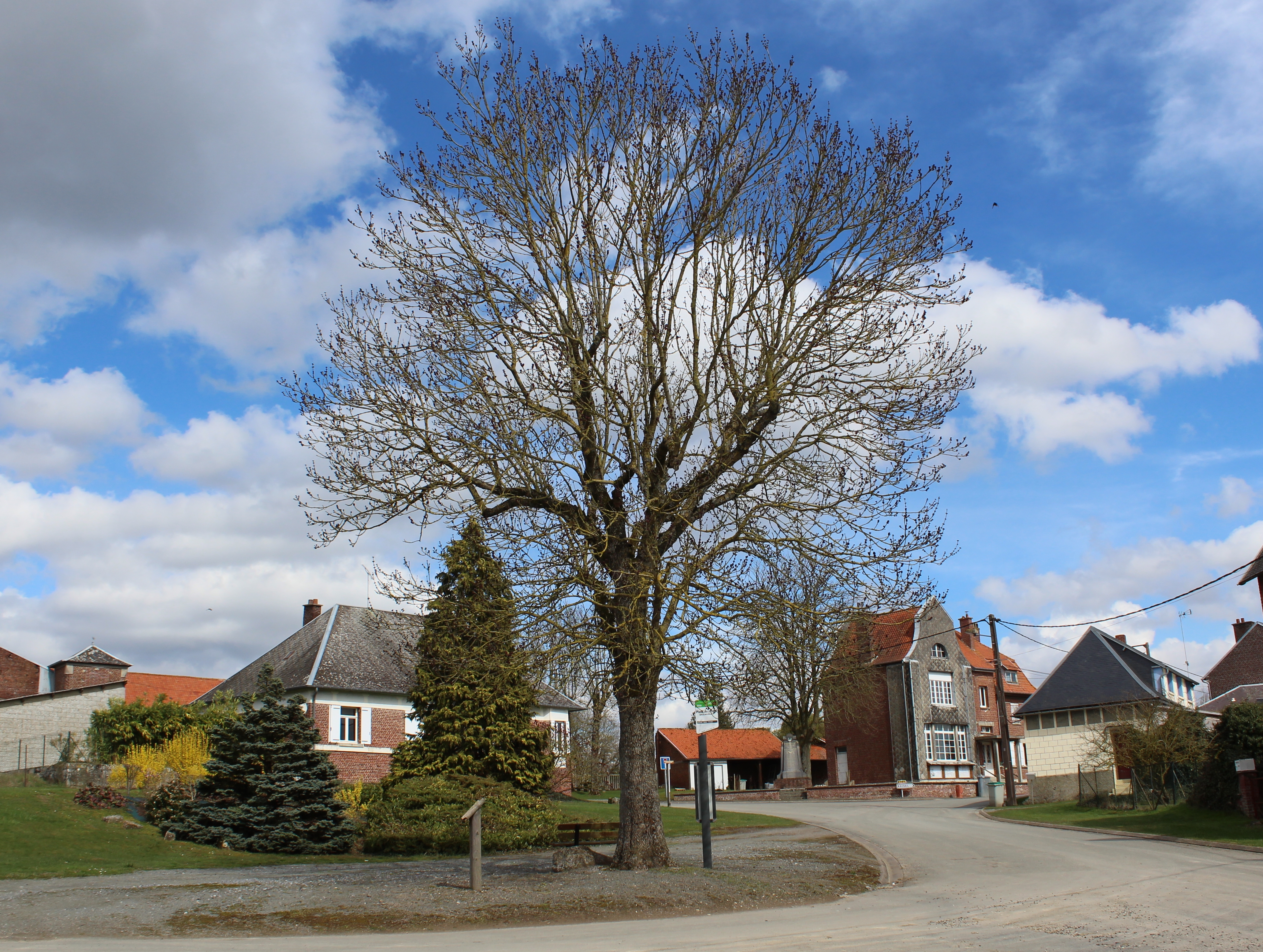
La place.
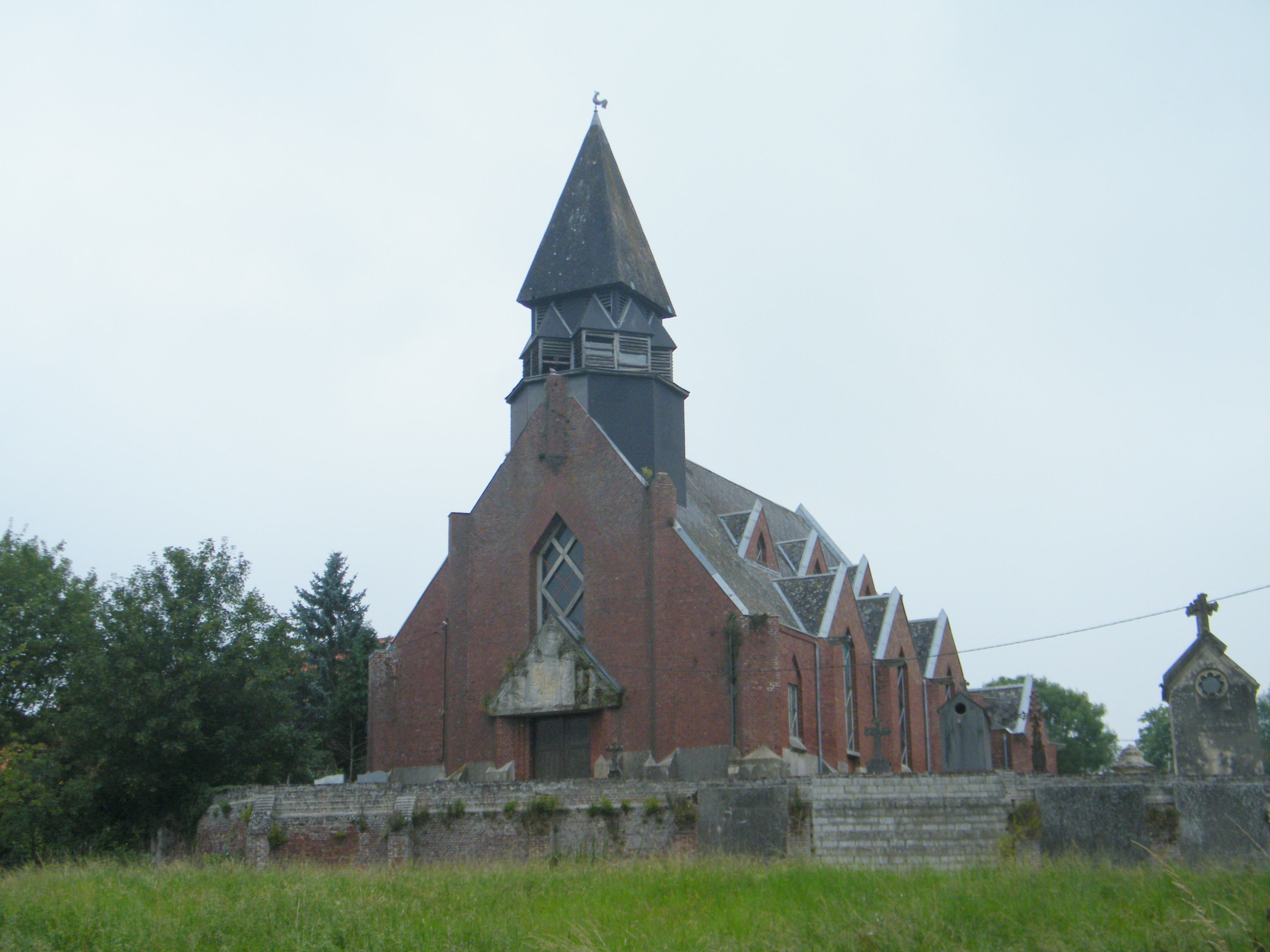
Sainte-Radegonde.
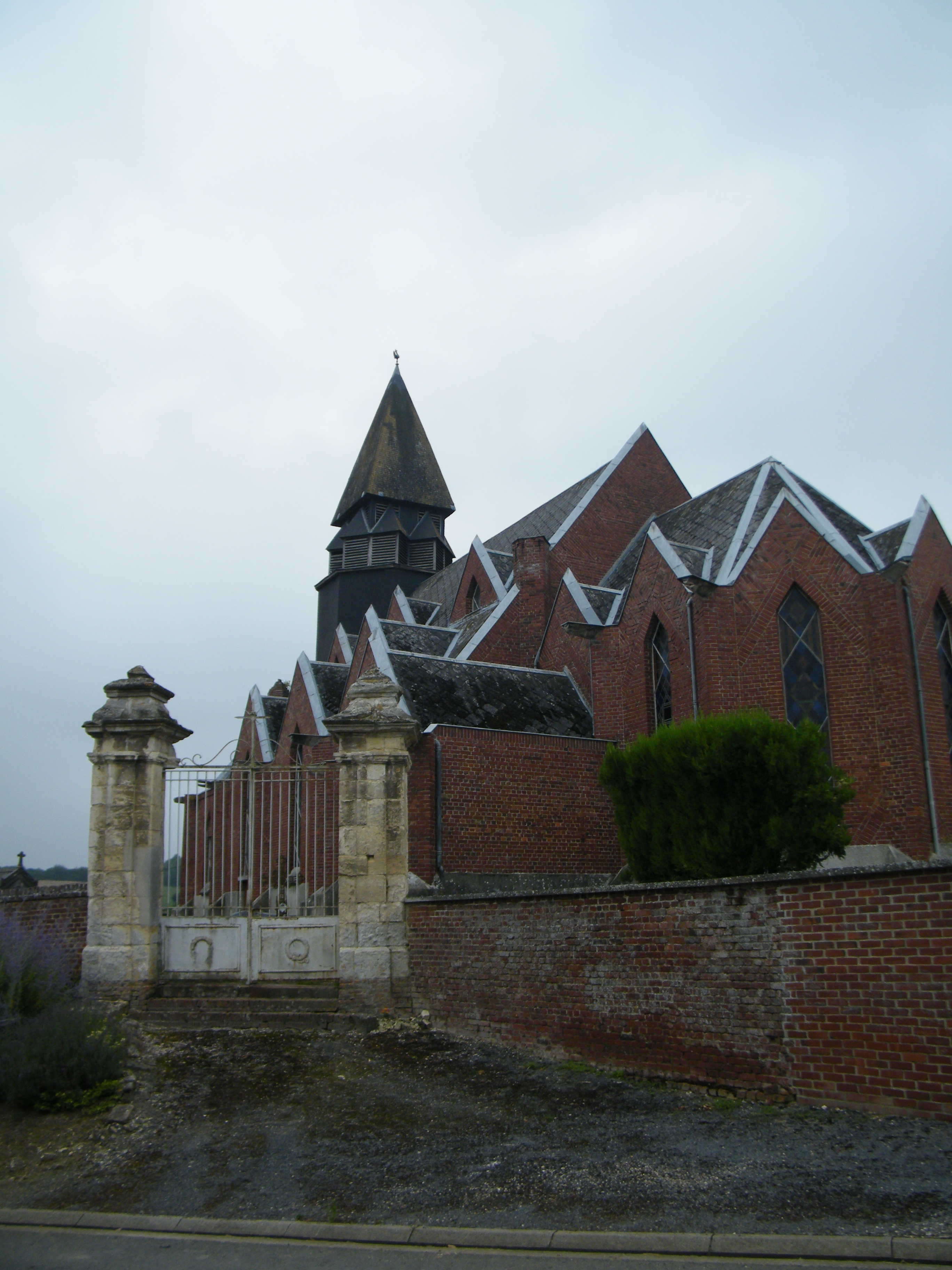
Autre vue de l'église.
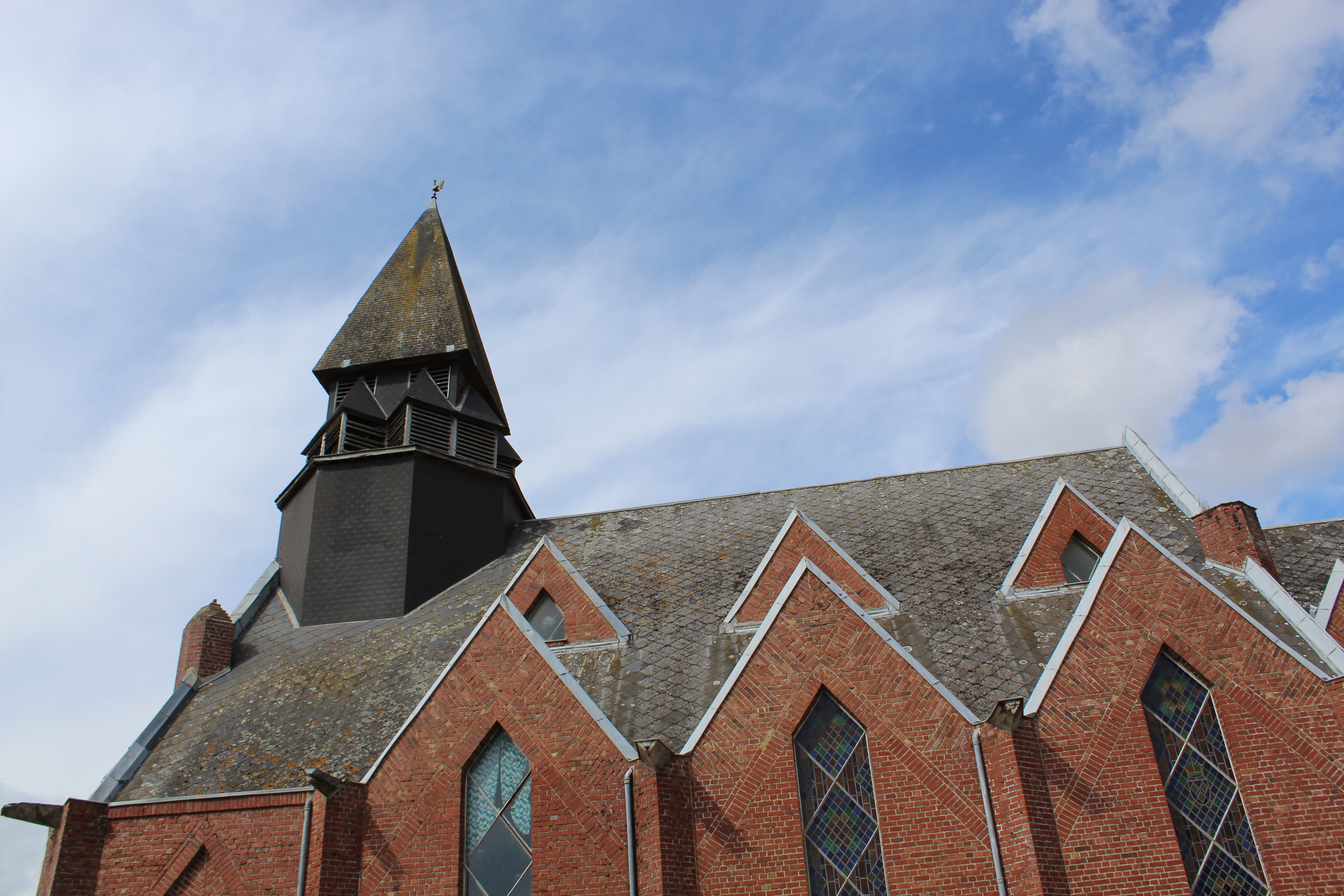
Détail architectural de l'église avec ses formes triangulaires.
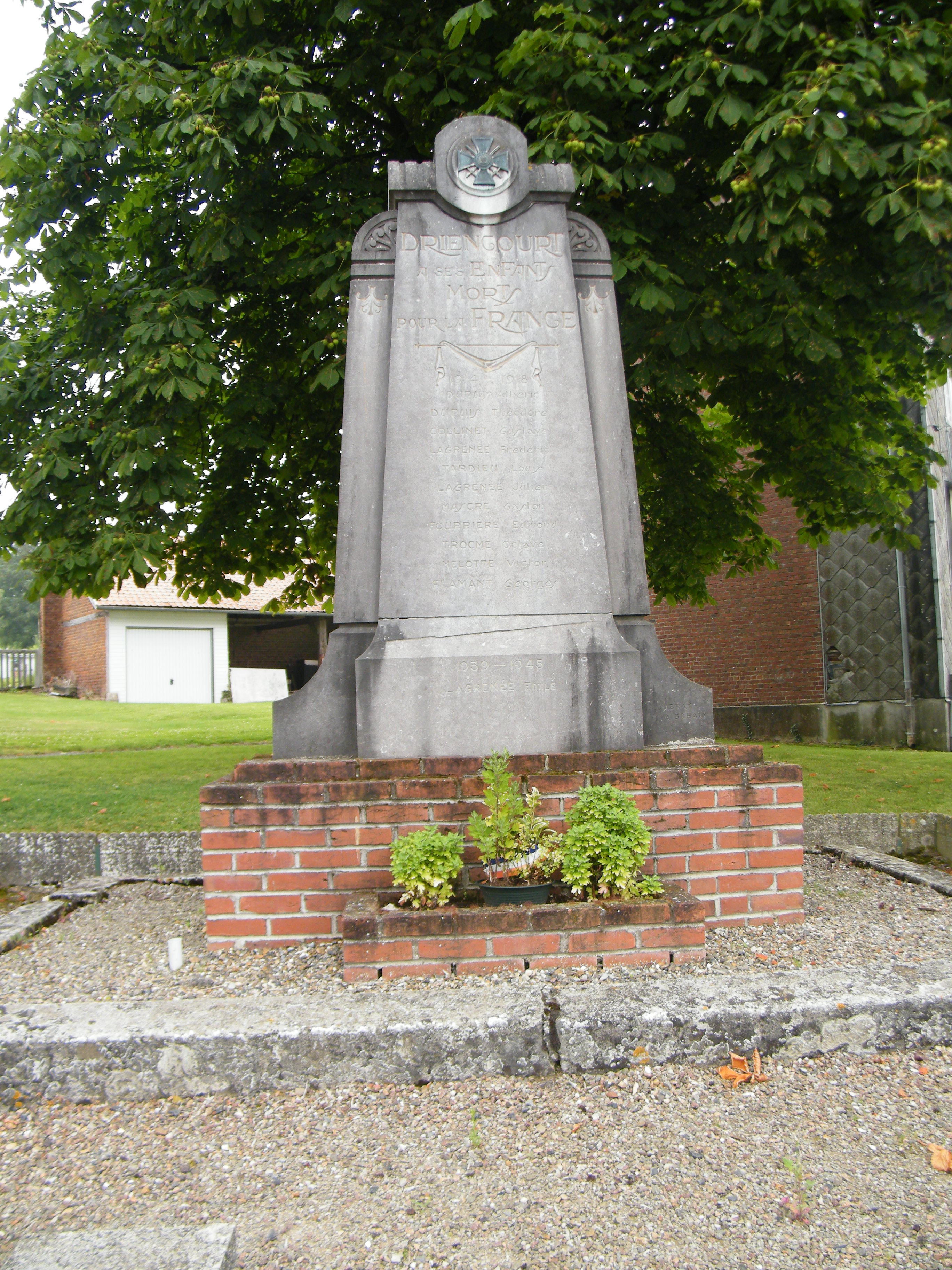
Monument aux morts.
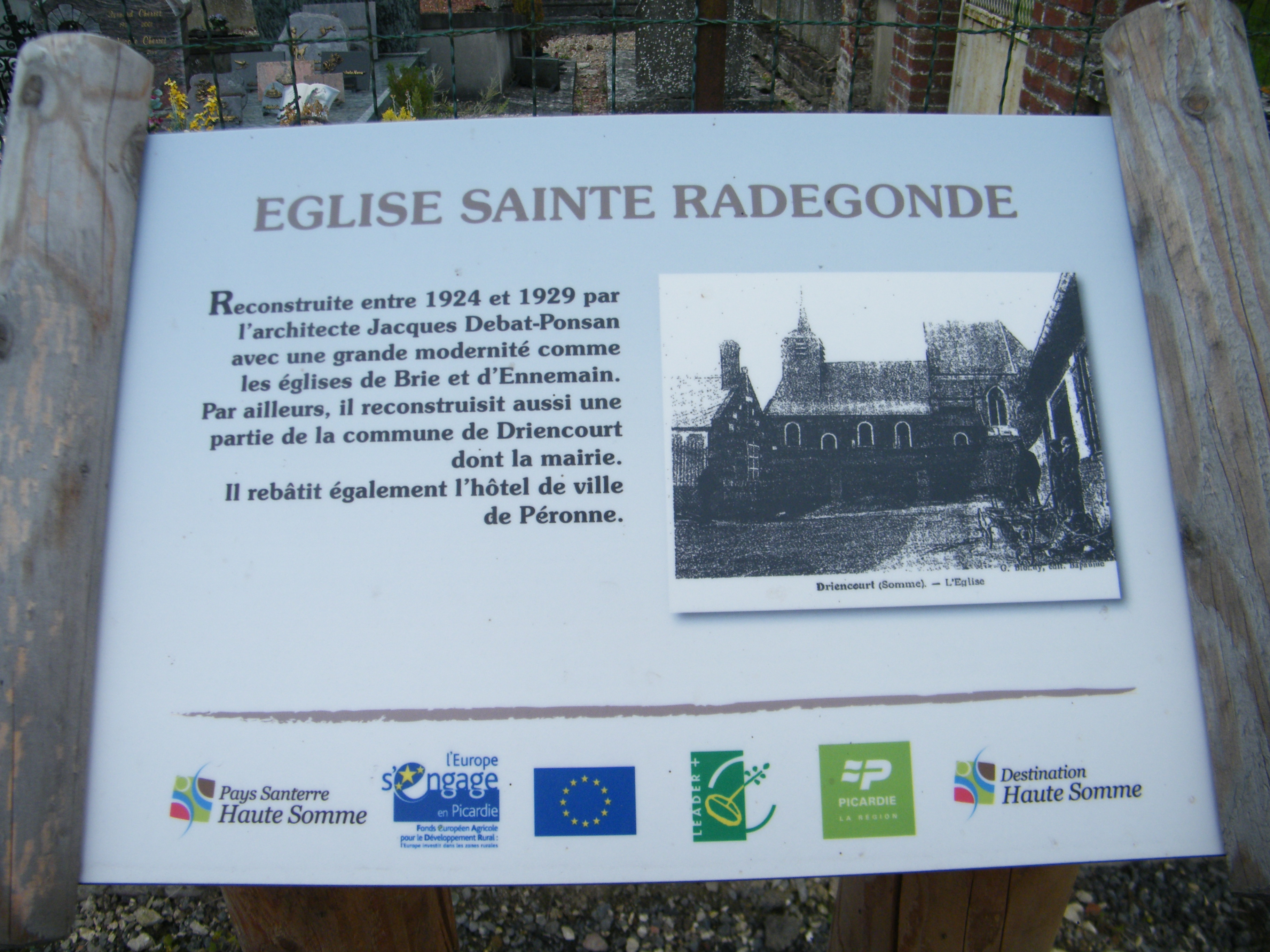
Histoire locale.
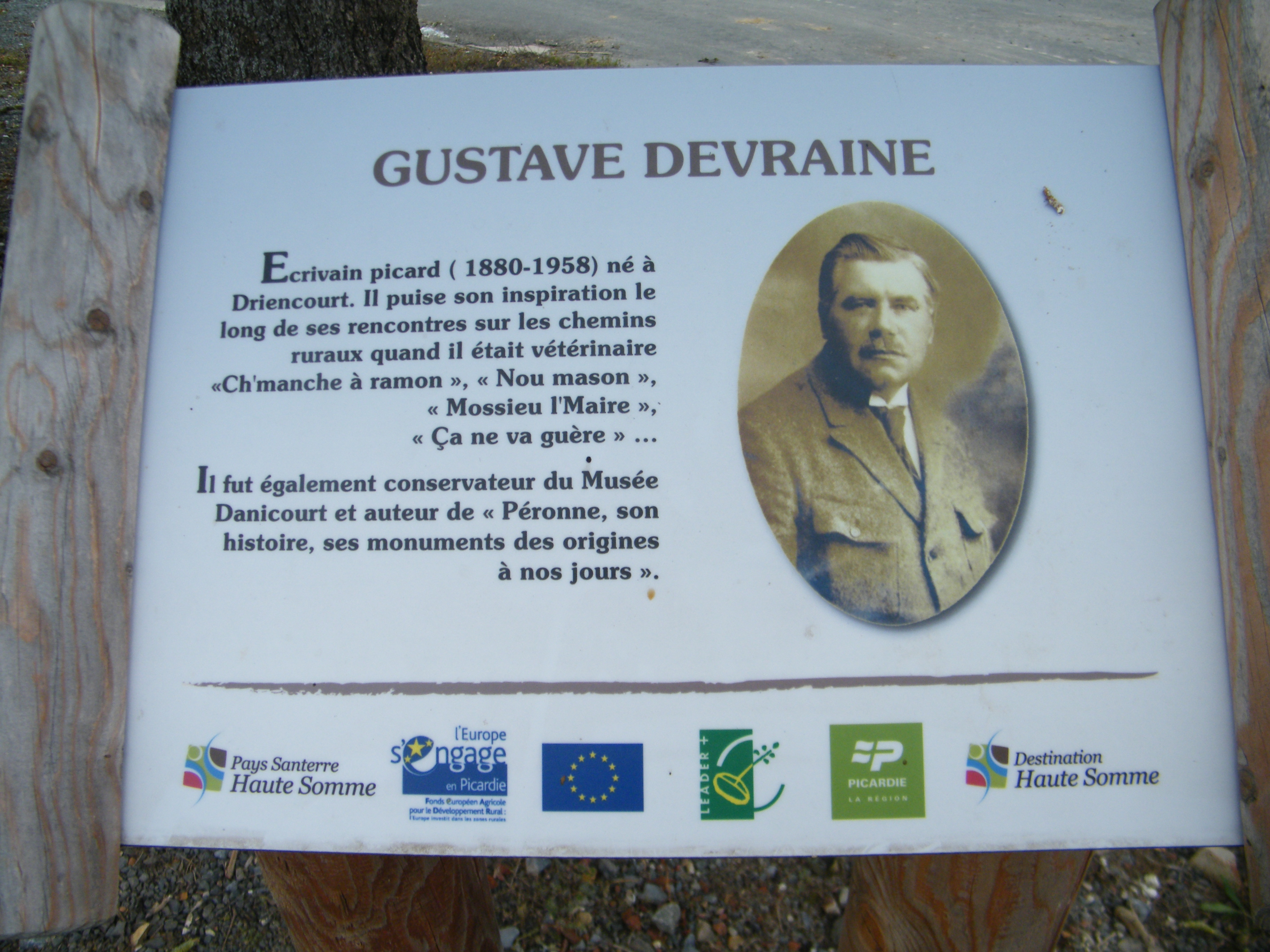
Histoire locale.

### Personnalités liées à la commune
- Gustave Devraine (1880-1958), écrivain picard[27].